# UEFA Women's Champions League 2020-2021 - Fase a eliminazione diretta
Questa voce raccoglie un approfondimento sulle gare della fase a eliminazione diretta dell'edizione 2020-2021 della UEFA Women's Champions League.

## Squadre partecipanti
Alla fase a eliminazione diretta partecipano 32 squadre, di cui 22 squadre qualificate direttamente ai sedicesimi e le 10 squadre qualificatesi dal turno preliminare. Le fasce per il sorteggio vengono composte in base al coefficiente UEFA dei club Nei sedicesimi e negli ottavi di finale non possono essere accoppiate squadre dello stesso Paese. In questa fase le squadre si affrontano in partite di andata e ritorno, eccetto che nella finale.
Teste di serie:
- Olympique Lione (143,020) (DT)
- Wolfsburg (111,595)
- Paris Saint-Germain (96,020)
- Barcellona (99,645)
- Bayern Monaco (76,595)
- Manchester City (69,480)
- Slavia Praga (65,365)
- Chelsea (63,480)
- Rosengård (59,015)
- Fortuna Hjørring (46,385)
- Atlético Madrid (45,645)
- Brøndby (45,385)
- LSK Kvinner (44,075)
- BIIK Kazygurt (38,570)
- Glasgow City (36,590) (Q)
- Zurigo (34,920)

Non teste di serie:
- Sparta Praga (31,365)
- Fiorentina (29,065)
- FK Minsk (25,270) (Q)
- St. Pölten (23,950) (Q)
- Ajax (23,890)
- Spartak Subotica (20,615) (Q)
- Kopparbergs/Göteborg (20,015)
- Juventus (17,065)
- PSV (10,890)
- Vålerenga (9,075) (Q)
- Górnik Łęczna (8,285) (Q)
- Servette Chênois (7,920)
- Pomurje (6,980) (Q)
- Žytlobud-2 Charkiv (4,800) (Q)
- Benfica (3,960) (Q)
- Lanchkhuti (0,000) (Q)

- (DT) indica la squadra detentrice del titolo.
- (Q) indica una squadra ammessa alla fase a eliminazione diretta tramite la fase di qualificazione.

## Calendario
La UEFA ha fissato il calendario della competizione e gli abbinamenti che saranno necessari nello svolgersi del torneo nella sua sede di Nyon, Svizzera.
| Turno                | Sorteggio        | Andata                                   | Ritorno                                  |
| -------------------- | ---------------- | ---------------------------------------- | ---------------------------------------- |
| Sedicesimi di finale | 24 novembre 2020 | 9-10 dicembre 2020                       | 15-16 dicembre 2020                      |
| Ottavi di finale     | 16 febbraio 2021 | 3-4 marzo 2021                           | 10-11 marzo 2021                         |
| Quarti di finale     | 12 marzo 2021    | 23-24 marzo 2021                         | 31 marzo-1º aprile 2021                  |
| Semifinali           | 12 marzo 2021    | 24-25 aprile 2021                        | 1º-2 maggio 2021                         |
| Finale               | 12 marzo 2021    | 16 maggio 2021 al Gamla Ullevi, Göteborg | 16 maggio 2021 al Gamla Ullevi, Göteborg |

## Sedicesimi di finale

### Sorteggio
Il sorteggio degli accoppiamenti per i sedicesimi di finale si è tenuto a Nyon il 24 novembre 2020. L'andata si è disputata il 9 e 10 dicembre 2020, mentre il ritorno si disputa il 15, 16 e 17 dicembre 2020.
Le 32 squadre partecipanti sono state suddivise in quattro minitornei da otto squadre ciascuno. La suddivisione delle squadre nei minitornei è stata fatta sulla base di criteri legati alle restrizioni per arginare la pandemia di COVID-19, geografici e politici (squadre da Russia e Kosovo, Serbia e Kosovo, Bosnia-Erzegovina e Kosovo non sono state inserite nello stesso minitorneo). Inoltre in ciascun minitorneo è stato inserito un egual numero di squadre teste di serie e squadre non teste di serie, e gli accoppiamenti sono tra queste due categorie.
| Gruppo 1                                           | Gruppo 1                                                | Gruppo 2                                           | Gruppo 2                                                |
| Teste di serie                                     | Non teste di serie                                      | Teste di serie                                     | Non teste di serie                                      |
| -------------------------------------------------- | ------------------------------------------------------- | -------------------------------------------------- | ------------------------------------------------------- |
| Fortuna Hjørring Olympique Lione Barcellona Zurigo | Sankt Pölten Pomurje Juventus PSV                       | BIIK Kazygurt Wolfsburg LSK Kvinner Rosengård      | Lanchkhuti Žytlobud-2 Charkiv Spartak Subotica FK Minsk |
| Gruppo 3                                           | Gruppo 3                                                | Gruppo 4                                           | Gruppo 4                                                |
| Teste di serie                                     | Non teste di serie                                      | Teste di serie                                     | Non teste di serie                                      |
| Brøndby Slavia Praga Paris SG Manchester City      | Kopparbergs/Göteborg Vålerenga Fiorentina Górnik Łęczna | Bayern Monaco Chelsea Atlético Madrid Glasgow City | Sparta Praga Ajax Benfica Servette Chênois              |

### Risultati
Le partite tra Vålerenga e Brøndby sono state, inizialmente, rinviate al 7 e 14 febbraio 2021 dopo che la squadra danese era stata messa in quarantena dalle autorità norvegesi prima della disputa della gara di andata, prevista per il 9 dicembre. Il 1º febbraio 2021, viste le restrizioni imposte dalle autorità norvegesi per contrastare la pandemia di COVID-19, l'UEFA, in accordo con le due società, ha disposto la disputa della sfida in gara unica da disputare in casa del Brøndby l'11 febbraio successivo.
| Squadra 1            | Totale          | Squadra 2           | Andata | Ritorno     |
| -------------------- | --------------- | ------------------- | ------ | ----------- |
| St. Pölten           | 3 - 0           | Zurigo              | 2 - 0  | 1 - 0       |
| Lanchkhuti           | 0 - 17          | Rosengård           | 0 - 7  | 0 - 10      |
| Kopparbergs/Göteborg | 1 - 5           | Manchester City     | 1 - 2  | 0 - 3       |
| Sparta Praga         | 3 - 1           | Glasgow City        | 2 - 1  | 1 - 0       |
| Juventus             | 2 - 6           | Olympique Lione     | 2 - 3  | 0 - 3       |
| Spartak Subotica     | 0 - 7           | Wolfsburg           | 0 - 5  | 0 - 2       |
| Fiorentina           | 3 - 2           | Slavia Praga        | 2 - 2  | 1 - 0       |
| Benfica              | 0 - 8           | Chelsea             | 0 - 5  | 0 - 3       |
| Pomurje              | 2 - 6           | Fortuna Hjørring    | 0 - 3  | 2 - 3       |
| Žytlobud-2 Charkiv   | 2 - 2 (gfc)     | BIIK Kazygurt       | 2 - 1  | 0 - 1       |
| Vålerenga            | 1 - 1 (4-5 dtr) | Brøndby             | Canc.  | 1 - 1 (dts) |
| Ajax                 | 1 - 6           | Bayern Monaco       | 1 - 3  | 0 - 3       |
| PSV                  | 2 - 8           | Barcellona          | 1 - 4  | 1 - 4       |
| FK Minsk             | 1 - 2           | LSK Kvinner         | 0 - 2  | 1 - 0       |
| Górnik Łęczna        | 1 - 8           | Paris Saint-Germain | 0 - 2  | 1 - 6       |
| Servette Chênois     | 2 - 9           | Atlético Madrid     | 2 - 4  | 0 - 5       |

### Andata
| Arbitro: | Reelika Turi |

|  |           | |
|  | Marcatori | 7’ Čanković 18’ Rytting Kaneryd 19’ Anvegård 27’ Troelsgaard Nielsen 28’ Bennison 33’ Viggósdóttir 74’ Seger |

| Arbitro: | Sabina Bolić |

|  |           |                            |
|  | Marcatori | 2’ Haavi 56’ Vanhaevermaet |

| Arbitro: | Justina Lavrenovaite |

|                           |           |             |
| Filenko 30’ Andruchiv 59’ | Marcatori | 50’ Connell |

| Arbitro: | Ewa Augustyn |

|  |           |                                           |
|  | Marcatori | 45+1’, 48’ George 59’ (rig.) S. Holmgaard |

| Arbitro: | Melis Özçiğdem |

|  |           |                                                   |
|  | Marcatori | 4’, 55’ Jakabfi 8’ Oberdorf 33’ Janssen 77’ Rauch |

| Arbitro: | Riem Hussein |

|                                |           |                                          |
| Hurtig 16’ Buchanan 38’ (aut.) | Marcatori | 30’ (rig.) Renard 68’ Malard 88’ Kumagai |

| Arbitro: | Eszter Urban |

|                                |           |            |
| L. Martínková 34’ Dlasková 41’ | Marcatori | 51’ Wojcik |

| Arbitro: | Esther Staubli |

|  |           |                                                 |
|  | Marcatori | 2’, 33’ Kirby 29’ Bright 45’ Harder 54’ England |

| Arbitro: | Jana Adámková |

|             |           |                       |
| Bøe Risa 2’ | Marcatori | 41’ Stanway 76’ Mewis |

| Arbitro: | Olga Zadinová |

|           |           |                                                              |
| Smits 89’ | Marcatori | 4’ Hermoso 45+1’ (aut.) van den Berg 66’ Oshoala 75’ Martens |

| Arbitro: | Ivana Martinčić |

|                      |           |  |
| Enziger 71’ Zver 75’ | Marcatori |  |

| Arbitro: | Henrikke Nervik |

|                                |           |                                               |
| Serrano 18’ Lagonia 32’ (rig.) | Marcatori | 21’, 47’ da Silva 55’ Castellanos 90’ Laurent |

| Arbitro: | Rebecca Welch |

|                       |           |                          |
| Quinn 4’ Sabatino 79’ | Marcatori | 40’ Persson 59’ Divišová |

| Arbitro: | Lorraine Watson |

|  |           |                           |
|  | Marcatori | 17’ Huitema 25’ Baltimore |

| Arbitro: | Pernilla Larsson |

|                  |           |                                               |
| van de Velde 79’ | Marcatori | 57’ (aut.) de Sanders 69’ Lohmann 86’ Laudehr |

| Oslo | Vålerenga | – Cancellata referto | Brøndby | Intility Arena |

### Ritorno
| Arbitro: | Sara Persson |

|                                      |           |  |
| Marozsán 21’ Malard 88’ Cayman 90+1’ | Marcatori |  |

| Arbitro: | Frida Nielsen |

|                                                                   |           |  |
| Santos 14’ Castellanos 45’ Tounkara 62’ Duggan 72’ Sampedro 90+3’ | Marcatori |  |

| Arbitro: | Hristiyana Guteva |

|                    |           |  |
| Kulmagambetova 35’ | Marcatori |  |

| Arbitro: | Tess Olofsson |

|  |           |                |
|  | Marcatori | 90+5’ Sabatino |

| Arbitro: | Jelena Pejković |

|                                                             |           |             |
| Nadim 21’ Huitema 24’ Paredes 32’, 89’ Katoto 43’ Diani 51’ | Marcatori | 62’ Kamczyk |

| Arbitro: | Katalin Kulcsár |

|                           |           |  |
| Hemp 37’ Stanway 65’, 68’ | Marcatori |  |

| Arbitro: | Ivana Projkovska |

|                                        |           |           |
| Graham Hansen 4’, 61’ Martens 41’, 75’ | Marcatori | 90’ Smits |

| Arbitro: | Anastasija Pustovojtova |

|                                                |           |  |
| Beerensteyn 1’ Schüller 47’ Lohmann 69’ (rig.) | Marcatori |  |

| Arbitro: | Petra Pavlíková |

|                             |           |  |
| Rolfö 66’ van de Sanden 73’ | Marcatori |  |

| Arbitro: | Shona Shukrula |

| |           |  |
| Troelsgaard Nielsen 6’, 56’ Čanković 14’, 49’, 57’ Anvegård 17’, 68’ Rytting Kaneryd 30’ Bennison 32’ Seger 48’ | Marcatori |  |

| Arbitro: | Maria Marotta |

|  |           |               |
|  | Marcatori | 72’ Skorynina |

| Arbitro: | Iuliana Demetrescu |

|                                           |           |                        |
| Snerle 45+1’ M. Carstens 80’ Andersen 81’ | Marcatori | 66’ Hofman 90+3’ Kolbl |

| Arbitro: | Lina Lehtovaara |

|                             |           |  |
| England 28’, 90+1’ Kerr 65’ | Marcatori |  |

| Arbitro: | Silvia Domingos |

|  |           |                  |
|  | Marcatori | 7’ L. Martínková |

| Arbitro: | Cheryl Foster |

|  |           |           |
|  | Marcatori | 84’ Makas |

| Arbitro: | Katalin Kulcsár |

|                                       |                      |                                                 |
| Hasbo 78’                             | Marcatori            | 16’ (rig.) Stefanović                           |
| Nielsen Hasbo Christiansen Gejl Lamti | Tiri di rigore 5 – 4 | Sigurðardóttir Stefanović Thomsen Jensen Nygard |

## Ottavi di finale
Il sorteggio degli accoppiamenti per gli ottavi di finale si è tenuto a Nyon il 16 febbraio 2021. L'andata si è disputata il 3, 4 e 9 marzo 2021, mentre il ritorno si è disputata il 10 e 11 marzo 2021.
| Squadra 1           | Totale | Squadra 2        | Andata | Ritorno |
| ------------------- | ------ | ---------------- | ------ | ------- |
| Wolfsburg           | 4 - 0  | LSK Kvinner      | 2 - 0  | 2 - 0   |
| Barcellona          | 9 - 0  | Fortuna Hjørring | 4 - 0  | 5 - 0   |
| Rosengård           | 4 - 2  | St. Pölten       | 2 - 2  | 2 - 0   |
| BIIK Kazygurt       | 1 - 9  | Bayern Monaco    | 1 - 6  | 0 - 3   |
| Manchester City     | 8 - 0  | Fiorentina       | 3 - 0  | 5 - 0   |
| Paris Saint-Germain | 5 - 3  | Sparta Praga     | 5 - 0  | 0 - 3   |
| Olympique Lione     | 5 - 1  | Brøndby          | 2 - 0  | 3 - 1   |
| Chelsea             | 3 - 1  | Atlético Madrid  | 2 - 0  | 1 - 1   |

### Andata
| Arbitro: | Shona Shukrula |

|                                    |           |  |
| Hermoso 12’, 18’, 57’ Putellas 82’ | Marcatori |  |

| Arbitro: | Monika Mularczyk |

|                            |           |  |
| Hemp 2’ White 4’ Mewis 89’ | Marcatori |  |

| Arbitro: | Riem Hussein |

|                                     |           |               |
| Troelsgaard Nielsen 68’ Seger 90+4’ | Marcatori | 21’, 46’ Zver |

| Arbitro: | Désirée Grundbacher |

|              |           |  |
| Popp 2’, 59’ | Marcatori |  |

| Arbitro: | Tess Olofsson |

|                             |           |  |
| Mjelde 58’ (rig.) Kirby 64’ | Marcatori |  |

| Arbitro: | Kateryna Monzul' |

|                |           |                                                                                    |
| Kundananji 81’ | Marcatori | 10’ Beerensteyn 27’ Schüller 47’, 90’ (rig.) Dallmann 62’ Glas 68’ Vilhjálmsdóttir |

| Arbitro: | Henrikke Nervik |

|                         |           |  |
| Parris 30’ Malard 90+3’ | Marcatori |  |

| Arbitro: | Frida Nielsen |

|                                                     |           |  |
| Katoto 29’, 36’ Bachmann 55’ Lawrence 64’ Luana 82’ | Marcatori |  |

### Ritorno
| Arbitro: | Stéphanie Frappart |

|               |           |                   |
| Laurent 90+3’ | Marcatori | 77’ (rig.) Mjelde |

| Arbitro: | Ivana Martinčić |

|                  |           |                                         |
| Christiansen 11’ | Marcatori | 32’ Parris 42’ Malard 50’ (rig.) Renard |

| Arbitro: | Sandra Bastos |

|  |           |                                |
|  | Marcatori | 43’ Wolter 45+1’ Syrstad Engen |

| Arbitro: | Lorraine Watson |

|  |           |                                                                |
|  | Marcatori | 36’, 49’ Bonmatí 55’ (rig.) Caldentey 78’ Oshoala 86’ Torrejón |

| Arbitro: | Iuliana Demetrescu |

|                                                       |           |  |
| Magull 2’ (rig.) Boye Sørensen 35’ Lohmann 60’ (rig.) | Marcatori |  |

| Arbitro: | Anastasija Pustovojtova |

|  |           |                          |
|  | Marcatori | 26’ Berglund 42’ Larsson |

| Arbitro: | Esther Staubli |

|  |           |                                              |
|  | Marcatori | 9’, 32’ White 18’ (rig.) Weir 60’, 79’ Mewis |

| Chomutov 17 marzo 2021, ore 14:30 UTC+1 | Sparta Praga | 3 – 0 A tavolino referto | Paris Saint-Germain | Stadio Letní |

## Quarti di finale
Il sorteggio degli accoppiamenti per i quarti di finale si è tenuto a Nyon il 12 marzo 2021. L'andata si è disputata il 24 marzo 2021, mentre il ritorno si è disputato il 31 marzo e 1º aprile 2021.
| Squadra 1           | Totale      | Squadra 2       | Andata | Ritorno |
| ------------------- | ----------- | --------------- | ------ | ------- |
| Bayern Monaco       | 4 - 0       | Rosengård       | 3 - 0  | 1 - 0   |
| Paris Saint-Germain | 2 - 2 (gfc) | Olympique Lione | 0 - 1  | 2 - 1   |
| Barcellona          | 4 - 2       | Manchester City | 3 - 0  | 1 - 2   |
| Chelsea             | 5 - 1       | Wolfsburg       | 2 - 1  | 3 - 0   |

### Andata
| Arbitro: | Tess Olofsson |

|                                              |           |  |
| Oshoala 35’ Caldentey 53’ (rig.) Hermoso 86’ | Marcatori |  |

| Arbitro: | Jana Adámková |

|                     |           |                    |
| Kerr 55’ Harder 66’ | Marcatori | 70’ (rig.) Janssen |

| Arbitro: | Esther Staubli |

|  |           |                   |
|  | Marcatori | 86’ (rig.) Renard |

| Arbitro: | Lina Lehtovaara |

|                                      |           |  |
| Dallmann 9’ Bühl 28’ Beerensteyn 65’ | Marcatori |  |

### Ritorno
| Arbitro: | Anastasija Pustovojtova |

|  |           |                                      |
|  | Marcatori | 27’ (rig.) Harder 32’ Kerr 81’ Kirby |

| Arbitro: | Monika Mularczyk |

|                             |           |             |
| Beckie 20’ Mewis 68’ (rig.) | Marcatori | 59’ Oshoala |

| Arbitro: | Olga Zadinová |

|  |           |              |
|  | Marcatori | 22’ Schüller |

| Arbitro: | Ivana Martinčić |

|            |           |                              |
| Macario 4’ | Marcatori | 25’ Geyoro 61’ (aut.) Renard |

## Semifinali
Il sorteggio degli accoppiamenti per le semifinali si è tenuto a Nyon il 12 marzo 2021. L'andata si è disputata il 25 aprile 2021, mentre il ritorno si disputa il 2 maggio 2021.
| Squadra 1           | Totale | Squadra 2  | Andata | Ritorno |
| ------------------- | ------ | ---------- | ------ | ------- |
| Paris Saint-Germain | 2 - 3  | Barcellona | 1 - 1  | 1 - 2   |
| Bayern Monaco       | 3 - 5  | Chelsea    | 2 - 1  | 1 - 4   |

### Andata
| Arbitro: | Olga Zadinová |

|          |           |             |
| Cook 21’ | Marcatori | 13’ Hermoso |

| Arbitro: | Anastasija Pustovojtova |

|                      |           |             |
| Lohmann 12’ Glas 56’ | Marcatori | 23’ Leupolz |

### Ritorno
| Arbitro: | Anastasija Pustovojtova |

|                 |           |            |
| Martens 8’, 31’ | Marcatori | 34’ Katoto |

| Arbitro: | Esther Staubli |

|                                    |           |              |
| Kirby 11’, 90+5’ Ji 43’ Harder 84’ | Marcatori | 29’ Zadrazil |

## Finale
| Arbitro: | Riem Hussein |

|  |           |                                                                     |
|  | Marcatori | 1’ (aut.) Leupolz 14’ (rig.) Putellas 21’ Bonmatí 36’ Graham Hansen |